# Université Rush
L'université Rush (en anglais Rush University) est un établissement d'enseignement supérieur privé situé à Chicago aux États-Unis. Elle comprend une école de médecine (Rush Medical College), d'infirmières (Rush University College of Nursing), de sciences médicales (Rush University College of Health Sciences) ainsi qu'un college (The Graduate College of Rush University). Son campus mesure 32 000 m2 au total et se trouve dans le quartier de Near West Side, plus précisément dans l'Illinois Medical District, à côté du Rush University Medical Center, du John H. Stroger Jr. Hospital of Cook County  et de l'hôpital de l'Université de l'Illinois à Chicago. Elle fut fondée en 1837 et formait des chirurgiens.